# Duplicarius
Un duplicarius era un militar de las legiones romanas que bien por méritos o por prestar servicio en el ejército por tiempo prolongado, recibía el doble de la paga básica. El término designa con frecuencia al segundo al mando de una centuria o turma.